# Cheetahs

     Teren podlegający Cheetahs
Cheetahs (pol. Gepardy, obecnie ze względów marketingowych Toyota Cheetahs) - profesjonalna południowoafrykańska drużyna rugby występująca w lidze Currie Cup. Zespół, na zasadzie franczyzy, do 2017 roku występował w międzynarodowej lidze Super Rugby skupiającej najlepsze drużyny z Australii, Nowej Zelandii i RPA. Łącznie, daje to region pokrywający się granicami z Wolnym Państwem. To właśnie od Oranii klub zapożyczył barwy, a stroje przypominają stroje reprezentacji Holandii.
Cheetahs swoje mecze rozgrywają na Free State Stadium w Bloemfontein, stolicy regionu. W latach 2017–2019 występowała w lidze Pro14.

## Historia
Po raz pierwszy klub z Wolnego Państwa wystąpił w rozgrywkach Super Rugby (wówczas jeszcze Super 12) wystąpił w 1997 roku. W swoim debiutanckim sezonie Free State Cheetahs zajęli siódme miejsce,. W 2005 roku powołano do życia na zasadzie franczyzy Central Cheetahs, a klub ten, razem z australijskim Western Force, dołączył do czołówki w 2006 roku. Wówczas to po sezonie zasadzniczym gepardy zajęły 10. miejsce.
Klub przez 9 lat tworzył franczyznę z klubami Griffons i Griquas, w 2016 postanowiono zrezygnować z tego rozwiązania i klub pozyskiwał zawodników wyłącznie z drużyny Free State Cheetahs.
W roku 2013 drużyna zajęła 6. miejsce w tabeli zasadniczej co było jej najlepszym wynikiem w historii, dało jej to awans do fazy play off w którym drużyna przegrała mecz kwalifikacyjny.
W 2017 roku "gepardy" wzięły udział po raz ostatni w lidze Super Rugby, powodem takiego stanu rzeczy jest zmniejszenie ilości drużyn występujących w rozgrywkach od sezonu 2018. Drużyna doszła do porozumienia z SARU 6 lipca 2017 roku.
Od sezonu 2017/18 drużyna na mocy umowy z rodzimą federacją oraz federacjami europejskimi dołączyła, razem z zespołem Southern Kings do europejskiej ligi Pro12. Z powodu dwóch dodatkowych drużyn liga zmieniła nazwę na Pro14.
W roku 2020 SARU (federacja południowoafrykańska) podjęła decyzję o wycofaniu klubu z rozgrywek Pro14 (razem z Southern Kings), w jego miejsce zostały powołane kluby występujące dotychczas w lidze Super Rugby: Sharks, Lions, Stormers oraz Bulls, było to spowodowane decyzją nowozelandzkiej federacji o kontynuowaniu rozgrywek Super Rugby w formacie krajowym lub skupiającym wyłącznie drużyny z Australii i Nowej Zelandii w roku 2021, pozostawiając drużyny z RPA bez możliwości konfrontacji z drużynami spoza RPA w roku 2021(w związku z pandemią koronawirusa Australia, Nowa Zelandia i RPA stworzyły własne wewnątrzkrajowe rozgrywki odpowiednio Super Rugby AU, Super Rugby Aoteroa i Super Rugby Unlocked aby zakończyć sezon 2020, w sezonie 2021 planowano wrócić do oryginalnego formatu lecz Australia i Nowa Zelandia postanowiły kontynuować rozgrywki krajowe a później rozegrać mecze pomiędzy najlepszymi drużynami obu krajów w formacie Super Rugby Trans Tasman), w odpowiedzi zarząd klubu poinformował o staraniach klubu do dołączenia do nowo formowanej ligi europejskiej oraz rozgrywaniu meczów w Currie Cup.

## Trenerzy
- Rassie Erasmus 2006-2007[9]
- Naka Drotske 2008-2015[10]
- Franco Smith 2015-

## Kapitanowie
- Juan Smith 2006-